# After the War (album)
After the War è un disco di Gary Moore pubblicato nel 1989.

## Tracce
1. Dunluce (Pt. 1) – 1:17 (Moore)
2. After the War – 4:17 (Moore)
3. Speak for Yourself – 3:42 (Carter, Moore)
4. Livin' on Dreams – 4:14 (Moore)
5. Led Clones – 6:07 (Carter, Moore)
6. The Messiah Will Come Again – 7:29 (Buchanan)
7. Running from the Storm – 4:45 (Moore)
8. This Thing Called Love – 3:22 (Moore)
9. Ready for Love – 5:39 (Moore)
10. Blood of Emeralds – 8:19 (Carter, Moore)
11. Dunluce (Pt. 2) – 3:50 (Moore)

Tracce bonus (2004)
1. Emerald – 4:06
2. Over The Hills and Far Away (Live) – 10:16
3. Military Man (Live) – 6:26
4. Wild Frontier (Live) – 5:01

## Formazione
- Gary Moore - voce, chitarra
- Neil Carter - tastiere, voce
- Bob Daisley - basso
- Cozy Powell - batteria
- Simon Phillips - batteria

### Altri musicisti
- Ozzy Osbourne - voce in "Led Clones", cori in "Speak for Yourself"
- Don Airey - tastiere
- Andrew Eldritch - cori in "After the War"